# Nowinka (potok)
Nowinka – rzeka górska w południowo-zachodniej Polsce w woj. dolnośląskim w Sudetach Wschodnich.
Górska rzeka o długości około 10,69 km, prawy dopływ Goworówki, jest ciekiem IV rzędu należącym do dorzecza Odry, zlewiska Morza Bałtyckiego.

## Położenie
Rzeka w Masywie Śnieżnika i Obniżenie Bystrzycy Kłodzkiej. Źródło rzeki położone jest na obszarze Śnieżnickiego Parku Krajobrazowego w południowo-zachodniej części Masywu Śnieżnika na zachodnim zboczu wzniesienia Goworek.

## Charakterystyka
W części źródliskowej rzeka przez niewielki odcinek płynie w kierunku zachodnim, szerokim wyżłobieniem, wytworzonym na zachodnim zboczu Goworka. Od poziomu 950 m n.p.m. rzeka płynie dobrze wykształconą V-kształtną wąską o stromych zboczach, głęboko wciętą doliną ograniczoną od strony północnej okazałym zboczem "Dzikie Zbocze". Na poziomie 740 m n.p.m. przed wzniesieniem Owcza rzeka skręca lekko w kierunku północno-zachodnim, gdzie po kilkudziesięciu metrach na południowo-wschodnich obrzeżach Nowej Wsi przyjmuje prawą źródliskową odnogę wypływającą z pod Wysoczki i wpływa do Nowej Wsi. Na poziomie 600 m n.p.m. rzeka opuszcza granicę Śnieżnickiego Parku Krajobrazowego a po opuszczeniu Nowej Wsi rzeka skręca na zachód i meandrując płynie otwartym terenem przez użytki rolne i górskie łąki w kierunku ujścia, gdzie na wysokości ok. 410 m n.p.m. przed Roztokami uchodzi do Goworówki. Koryto rzeki kamienisto-żwirowe słabo spękane i nieprzepuszczalne. Zasadniczy kierunek biegu rzeki jest zachodni. Jest to rzeka górska odwadniający południowo-zachodnią część Masywu Śnieżnika południowo-wschodnią część Obniżenia Bystrzycy Kłodzkie. Rzeka częściowo uregulowana dzika. W większości swojego biegu płynie wśród terenów niezabudowanych. Brzegi w 70% zadrzewione, dno bez roślin. Rzeka charakteryzuje się kaskadami, dużymi niewyrównanymi spadkami podłużnymi.

## Budowa geologiczna
Rzeka płynie przez obszar zbudowany ze skał metamorficznych – metamorfik Lądka i Śnieżnika. Tworzą go łupki łyszczykowe i gnejsy śnieżnickie, a podrzędnie kwarcyty, amfibolity i łupki amfibolitowe, erlany i łupki grafitowe.

## Dopływy
- P. źródliskowa odnoga Nowinki wypływającą z pod Wysoczki

oraz kilka bezimiennych strumieni i potoków mających źródła na zboczach przyległych wzniesień oraz kilkanaście cieków okresowych.

## Miejscowości nad rzeką
Nowa Wieś, Roztoki.

## Rozwój osadnictwa wzdłuż rzeki
Osadnictwo rozwinęło się w środkowym biegu Nowinki w XII wieku. W XIII wieku Cystersi z Kamieńca Ząbkowickiego, rozpoczęli planową akcję kolonizacji i wycinania potężnych lasów w celu rozwinięcia rolnictwa u podnóża Śnieżnika. Po 1945r.  dolina została zasiedlona ludnością ze wschodnich krańców Polski.  Mieszkańcy doliny w większości utrzymywali się z rolnictwa i pracy w lesie. Pod koniec lat 70. XX wieku wieś znacznie się wyludniła, najliczniej w górnej części.

## Turystyka
- Najciekawsza część doliny Nowinki z wieloma różnej wielkości skałkami gnejsowymi na zboczach ciągnie się od poziomu 1000 m n.p.m. w dół aż do Nowej Wsi.
- Wzdłuż potoku prowadzi ścieżka, którą prowadził przedwojenny szlak turystyczny. Ścieżka prowadzi do atrakcyjnych wodospadów Nowinki[6] i dochodzi do miejsca nieistniejącego obecnie schroniska Neundorfer Baude[7][8].